# Xiphidiopsis biprocera
Xiphidiopsis biprocera is een rechtvleugelig insect uit de familie sabelsprinkhanen (Tettigoniidae). De wetenschappelijke naam van deze soort is voor het eerst geldig gepubliceerd in 1996 door Shi & Zheng.